# August Edlbacher (Politiker, 1805)
August Edlbacher (* 2. Februar 1805 in Grünburg; † 22. August 1862 in Viechtwang) war Pfleger einer Herrschaft, Landesgerichtsrat und Abgeordneter zum Österreichischen Abgeordnetenhaus.

## Leben
August Edlbacher war Sohn des Lehrers Georg Paul Edlbacher. Er besuchte von 1816 bis 1823 das Stiftsgymnasium Kremsmünster und studierte danach Rechtswissenschaft. Er war ab 1832 Pfleger der Herrschaft Sierning, ab 1850 Bezirksrichter und ab 1854 Landesgerichtsrat in Linz und starb am 22. August 1862 im Alter von 57 Jahren an Lungenlähmung. 
Er war von 1861 bis zu seinem Tod im Jahr 1862 Mitglied im Oberösterreichischen Landtag (I. Wahlperiode) als Abgeordneter der Landgemeinden (Wahlbezirk Kirchdorf).
Er war römisch-katholisch und ab 1832 verheiratet mit Maria Antonia Ludwig, mit der er zwei Söhne hatte. Die beiden Söhne Max (1836–1893) und August Edlbacher (1833–1916) waren ebenfalls Abgeordnete des Abgeordnetenhauses.

## Politische Funktionen
August Edlbacher war vom 29. April 1861 bis zu seinem Tod am 22. August 1862 Abgeordneter des Abgeordnetenhauses im Reichsrat (I. Legislaturperiode) und war dort für die Kurie Oberösterreich, Landgemeinden (Linz, Ottensheim, Urfahr, Grein, Pregarten, Mauthausen, Perg, Freistadt, Weißenbach, Leonfelden, Rohrbach, Neufelden, Lembach, Haslach, Aigen, Wels, Eferding, Grieskirchen, Waizenkirchen, Lambach, Steyr, Weyer, Kremsmünster, St. Florian, Neuhofen, Enns, Kirchdorf, Grünburg, Windischgarsten) zuständig. Sein Nachfolger war Franz Kiderle.

## Klubmitgliedschaften
August Edlbacher war Mitglied bei den Deutschen Autonomisten.